# Ablennes
Ablennes is een monotypisch geslacht van straalvinnige vissen uit de familie van gepen (Belonidae).

## Soort
- Ablennes hians (Valenciennes, 1846)